# Skowrończyk tybetański
Skowrończyk tybetański (Calandrella acutirostris) – gatunek małego ptaka z rodziny skowronków (Alaudidae). Zamieszkuje środkową i południową Azję.

## Zasięg występowania i podgatunki
Państwa, jakie zasiedla skowrończyk tybetański, to Afganistan, Bangladesz, Bhutan, Chiny, Indie, Iran, Kazachstan, Kirgistan, Nepal, Pakistan, Rosja i Turkmenistan. Czasami zalatuje także do Izraela. Jego biotop to różne skaliste obszary oraz pustynie.
Wyróżniono 2 podgatunki:
- Calandrella acutirostris acutirostris – północno-wschodni Iran i wschodni Kazachstan do zachodnich Chin.
- Calandrella acutirostris tibetana – północno-wschodni Pakistan do Wyżyny Tybetańskiej.

## Morfologia
Skowrończyk tybetański ma maskujące ubarwienie i niewielki czubek. Ogólnie jest cały szarobrązowy, z brudnobiałym spodem i normalnym, szarobrązowym dziobem. Ma różowe nóżki. Pierś płowa, przez oko przebiega ciemna brew, na skrzydłach piaskowo-brązowe łuskowanie. Ogon dość krótki, brązowy.
Długość ciała 13–14 cm.

## Status
IUCN uznaje skowrończyka tybetańskiego za gatunek najmniejszej troski (LC – Least Concern) nieprzerwanie od 1988 roku. Liczebność populacji nie została oszacowana, ale ptak ten opisywany jest jako: nierzadki w Chinach, częsty do rzadkiego w Pakistanie, pospolity w Nepalu i stanie Ladakh, niezbyt pospolity w stanie Sikkim i rzadki w Bhutanie. Trend liczebności populacji uznawany jest za stabilny.